# ألبرت ديل روزاريو
ألبرت ديل روزاريو (بالإنجليزية: Albert del Rosario) (و. 1939 – م) هو دبلوماسي وسياسي من الفلبين.

## التعليم
تعلم في جامعة نيويورك.